# KZ-Außenkommando Sudelfeld (SS-Berghaus)

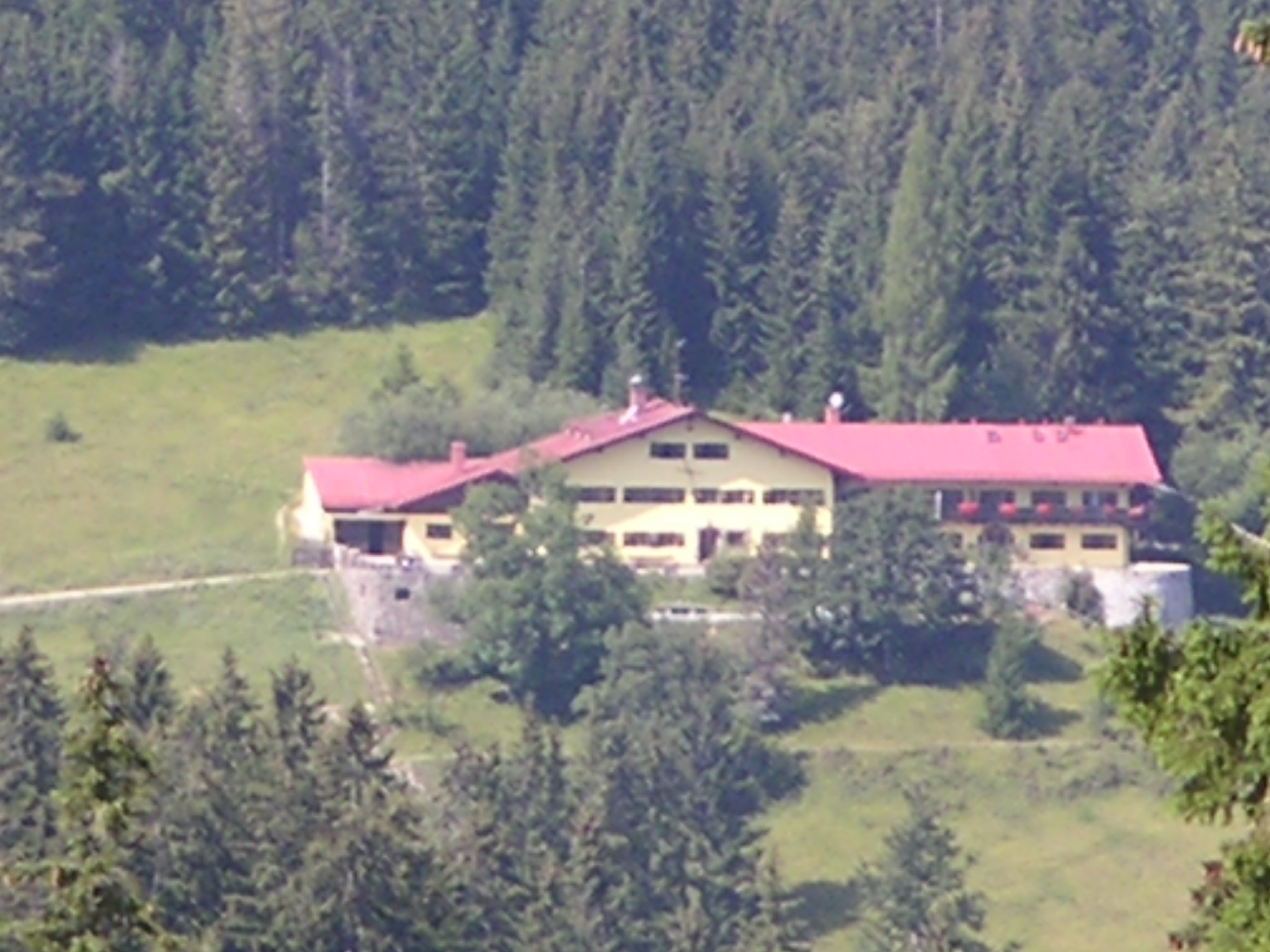
Das ehemalige SS-Berghaus Sudelfeld (September 2004)

Das KZ-Außenkommando Sudelfeld (SS-Berghaus) war zwischen 1940 und 1945 eines der 169 Außenlager des Konzentrationslagers Dachau. In der Zeit des Nationalsozialismus erbaute die SS auf dem Sudelfeld bei Bayrischzell in Oberbayern ein Berghaus als Erholungsheim für ihre Mitglieder. In der Gegenwart wird das Hauptgebäude als Jugendherberge genutzt. Für das Gefangenenlager wurde ein Garagengebäude bzw. später eine Baracke verwendet.

## Bau des SS-Berghauses am Sudelfeld

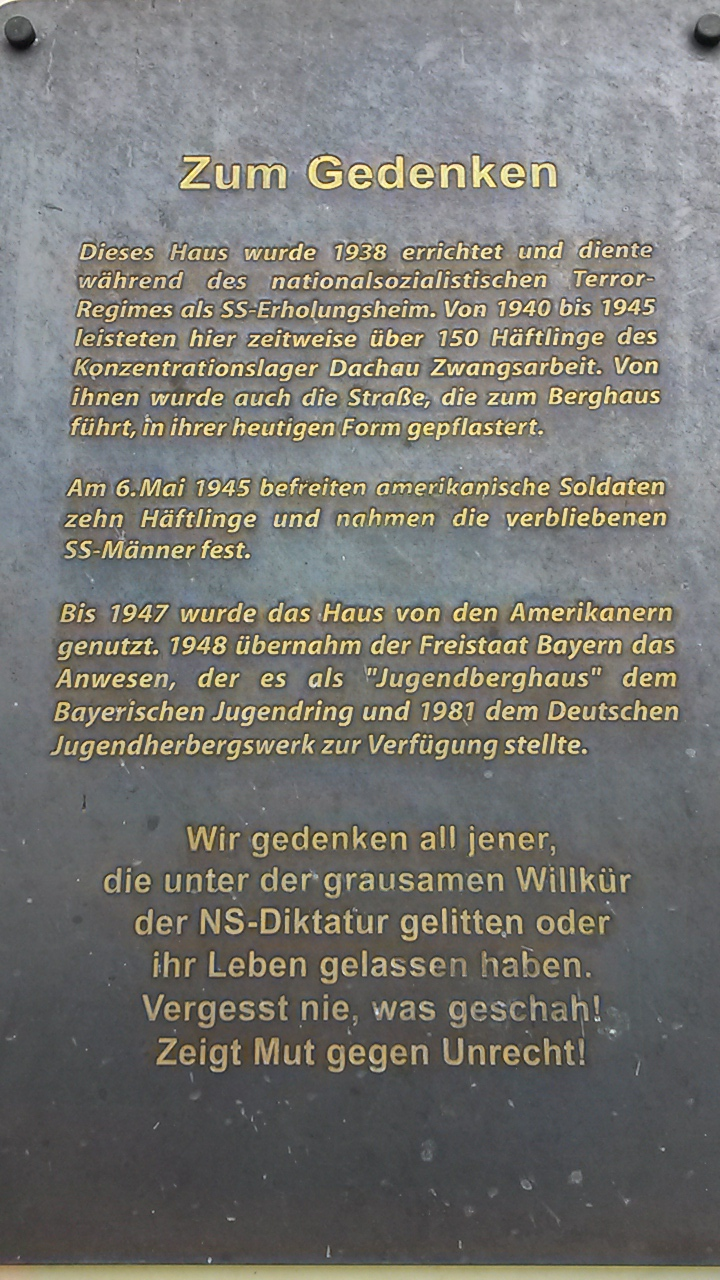
Gedenktafel am ehemaligen SS-Berghaus auf dem Oberen Sudelfeld (September 2015).

Wahrscheinlich gegen Ende des Jahres 1936 begannen die Planungen für den Bau des SS-Berghauses. So entstand in einer bevorzugten Lage oberhalb von Bayrischzell ab 1937 ein Ferienheim der SS. Der etwa 1150 Meter hoch gelegene Gebäudekomplex des SS-Berghauses am Sudelfeld liegt am Südhang eines Ausläufers des Wendelsteins, 350 Höhenmeter oberhalb und etwa 5 Straßenkilometer von Bayrischzell entfernt an der Deutschen Alpenstraße, die von dort nach Niederaudorf im Inntal führt. Etwa 50 Höhenmeter unterhalb befindet sich auf einem etwas flacheren Geländestück die später von der SS erworbene Larcheralm und an der Abzweigung der Zufahrtsstraße von der Passhöhe die in den steilen Berghang hineingebaute und zum SS-Berghaus gehörende Garage. Alle erwähnten Gebäude befinden sich weitgehend noch im Originalzustand.
Das Baugenehmigungsverfahren lief nicht im Sinne des Technischen Referats im Bezirksamt Miesbach, da der „Verwaltungschef der SS“, SS-Gruppenführer Oswald Pohl, in Vertretung des Bauherrn, bezeichnet als „Verwaltungsamts-SS“ in München, ein Genehmigungsschreiben des „Generalinspektors für das deutsche Straßenwesen“, Fritz Todt, für die Zufahrtsstraße als generelle Erlaubnis für die Errichtung des Gebäudes ansah und die Baupläne nur pro forma einreichte. Nach Rückversicherung beim Staatsministerium des Inneren in München forderte das Bezirksamt wiederholt einen Tekturplan, da es mit der Gestaltung des Gebäudes nicht einverstanden war und eine bodenständige Bauweise mit einem durchgehenden Dachfirst forderte. Ungeachtet dessen wurde durch einen Pionierzug der SS-Junkerschule wahrscheinlich aus dem benachbarten Bad Tölz mit dem Bau begonnen und ohne ordentliche Genehmigung weitergebaut. Schließlich musste das Bezirksamt Miesbach aber offenbar angesichts der politischen Verhältnisse nachgeben, da man von höherer Stelle die Empfehlung bekam, „in der Angelegenheit gar nichts mehr zu unternehmen und sie vollkommen beruhen zu lassen“. Somit ist bis dato das Gebäude ein geduldeter „Schwarzbau“.
Während das Hauptgebäude von der SS in Eigenregie gebaut und Mitte 1938 fertiggestellt wurde, kamen zum gleichzeitigen Bau der Zufahrtsstraße und ab 1940 bei der Errichtung von Nebengebäuden sowie zum Unterhalt der baulichen Anlage und der Bewirtschaftung der später zugekauften Alm Häftlinge des Konzentrationslagers Dachau zum Einsatz. Laut ITS-Liste bestand dieses Außenlager des Konzentrationslagers Dachau vom 22. Juni 1940 bis zum 25. April 1945.
In der ITS-Liste ist beim Außenkommando Sudelfeld außer der Bezeichnung „SS-Berghaus“ zusätzlich auch „Planungsstelle der Luftwaffe“ angegeben und darunter bei Art der Arbeit: „Bau einer Versuchsanlage des Bevollmächtigten für Hochfrequenzforschung“. Dies bezieht sich allerdings auf ein geheimes und bis jetzt verschollen geglaubtes Kommando mit der Bezeichnung Sudelfeld (Luftwaffe) in einiger Entfernung zum Berghaus.

## Zahlenmäßige Stärke und Zusammensetzung des Kommandos
Die Stärke dieses Außenkommandos war abhängig vom Arbeitsanfall und der Jahreszeit; es wurde je nach Bedarf aufgestockt oder abgebaut und schwankte zwischen 15 im Winter und 150 Personen im Sommer. Der verstärkte Häftlingseinsatz geschah dann ab 1941, und die höchsten Anwesendenzahlen von etwa 150 sind für die Sommer 1941, 1942 und 1943 überliefert. Während all der Jahre blieb eine Kernmannschaft, meist Zeugen Jehovas, („Bibelforscher“) beim SS-Berghaus, deren Zahl sich von etwa 50 bis Kriegsende allmählich auf circa 20 verminderte. Dies erklärt sich auch aus dem Umstand, dass das ehemalige Erholungsheim SS-Berghaus in den letzten Kriegsjahren ein Lazarett wurde.
Zwischen dem Lager Dachau und seinem Außenkommando SS-Berghaus Sudelfeld fand je nach Bedarf an fachkundigen Arbeitskräften und entsprechend dem jahreszeitlich wechselnden Arbeitsumfang ein reger Austausch statt. Einen großen Anteil stellten die Polen, danach Deutsche, Russen, Tschechen und Jugoslawen. Bezeichnenderweise wurden bei den deutschen Häftlingen solche aus den Reihen der Jehovas Zeugen bevorzugt, da sie als zuverlässig und fleißig galten sowie auch jeden Fluchtversuch aus Glaubensgründen ablehnten. Einige von ihnen erhielten sogar Vertrauensstellungen, wie zum Beispiel einer als „Hausmeister“.

## Unterbringung der Häftlinge
Die Häftlinge wurden zur Zeit des Baus der gepflasterten Zufahrtsstraße zum Berghaus ungefähr in den Jahren 1937 und 1938 montags mit dem Bus zur Baustelle und samstags wieder ins Stammlager Dachau gebracht; während der Arbeitswoche waren sie wahrscheinlich in einer Almhütte oder in der Garage untergebracht, die sich noch heute direkt am Abzweig von der Alpenstraße am hinteren Ende des Parkplatzes befindet. Noch im November 1940 diente diese als Häftlingsunterkunft.
Erst gegen Mitte des Jahres 1941 wurde unter Mitwirkung der Häftlinge eine Baracke zum ständigen Aufenthalt neben der Zufahrtsstraße zum SS-Berghaus aufgestellt. Diese war aus Holz und etwa 90 Quadratmeter groß. Sie hatte einen Aufenthaltsraum und einen Schlafraum mit dreistöckigen Betten, die mit Strohsäcken versehen waren. Umgeben war die Baracke mit Stacheldraht, daneben befand sich das Wachkommando. In Zeiten hoher Belegzahlen wurden die Häftlinge auch in den landwirtschaftlichen Gebäuden untergebracht.

## Bewachung und Behandlung der Häftlinge
Die Bewachung der Gefangenen bestand aus SS-Männern in ständig wechselnder Besetzung. Auch die Anzahl schwankte je nach Bedarf zwischen 4 und 12 Mann. Ebenso oft wechselten die Kommandoführer der Bewacher. Erstaunlich ist im Vergleich zur Anzahl der zu bewachenden Häftlinge die geringe Anzahl der Bewacher, zu denen sich manchmal ein durchaus menschliches Verhältnis entwickelte. Viele Gefangene konnten sich im engeren Bereich frei und ohne Begleitung durch SS-Leute bewegen. Dies galt in erster Linie für den Hauptanteil der Kernmannschaft, die aus Zeugen Jehovas bestand. Die Behandlung der Häftlinge durch die Wachmannschaften beim Außenkommando SS-Berghaus war besser als im Stammlager Dachau, da viele Arbeiten der Häftlinge oft im öffentlichen Bereich geleistet wurden und die Posten sich daher zurückhalten mussten.
Aber auch hier gab es eine gewisse Häftlingshierarchie, wobei die Polen während der Arbeit geschlagen und schikaniert und die Reichsdeutschen noch am besten behandelt wurden. Zehn sowohl deutsche als auch polnische Häftlinge sagten aber übereinstimmend aus, dass sie niemals Zeuge von tödlichen Misshandlungen oder Morden gewesen seien. In späteren Jahren war auch die Verpflegung, die aus dem Stammlager Dachau kam, angemessen.

## Arbeit der Häftlinge

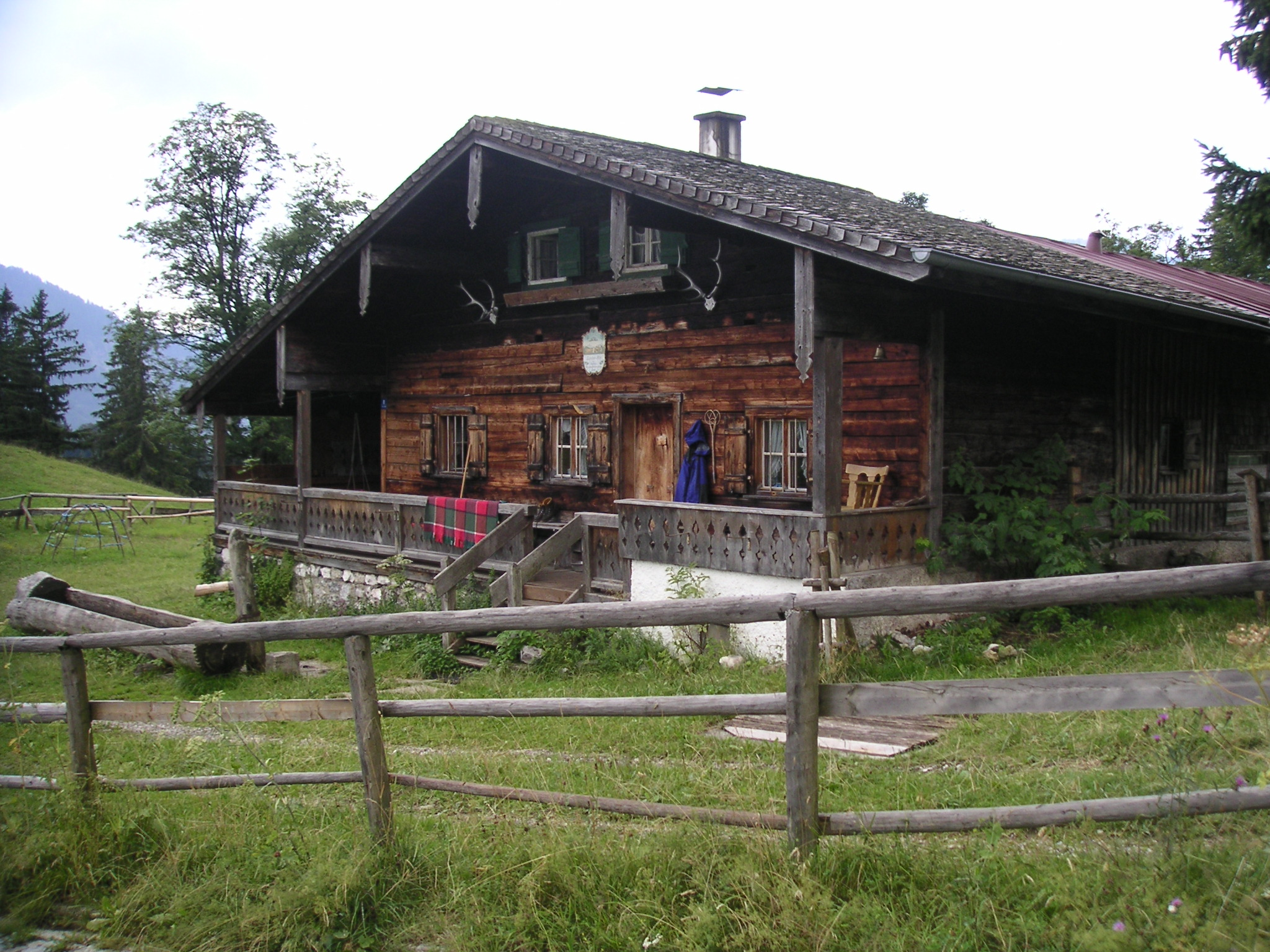
Die Larcheralm im August 2006.

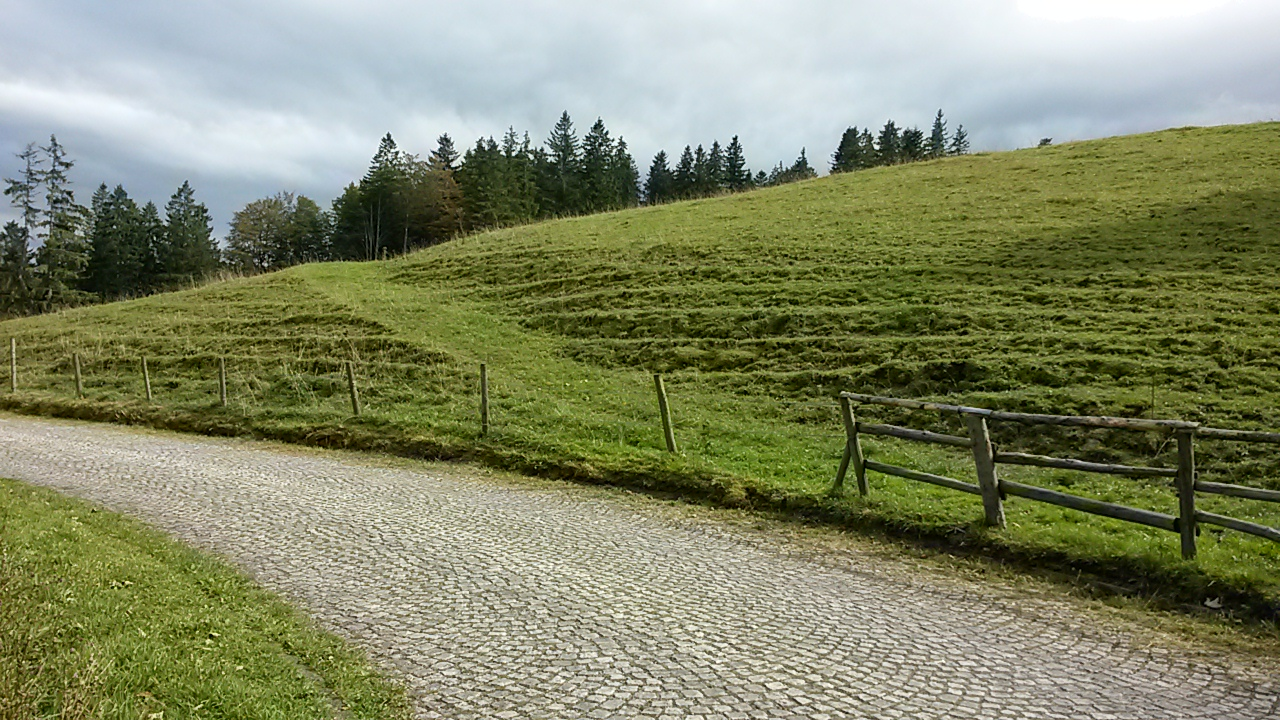
Ehemaliger Zufahrtsweg und Straße zum SS-Berghaus mit Originalpflaster aus der NS-Zeit. (Sept. 2015)

Die Häftlinge waren bei kleineren Bauarbeiten im Umfeld des SS-Berghauses eingesetzt sowie zu dessen weiteren Ausbau und Bauunterhalt. Ab 1940 wurde das Hotel Alpenrose in Bayrischzell von der SS übernommen und als Lazarett genutzt. Auch hier wurden Häftlinge zu dessen Versorgung eingesetzt.
Im Bereich des Berghauses gab es verschiedene Arbeitskommandos. Eines befasste sich mit dem Bau von Unterkünften für die Häftlinge und das Bewachungspersonal sowie der Errichtung von Wirtschaftsgebäuden wie dem Ausbau der Larcheralm zur heutigen Form, dem Bau des Schweinestalls, des Sommerstalls und des Mulistalls sowie einiger Gebäude oder Baracken als Schmiede oder Schreinerei, von denen die letzteren Jahre später wieder abgetragen wurden.
Das Tätigkeitsfeld der Häftlinge erweiterte sich, als im Jahre 1942 die Larcheralm in den Besitz der SS überging. So entstand ein weiterer Schwerpunkt des Häftlingseinsatzes durch die landwirtschaftlichen Arbeiten auf der Larcheralm zum Zweck der Selbstversorgung im Berghaus und die Maßnahmen zur Verbesserung der Bewirtschaftung und zur Ertragssteigerung der landwirtschaftlichen Erzeugung. Ziel war die Selbstversorgung des SS-Berghauses durch eine ganzjährige Nutzung der Landwirtschaft. Dazu wurden die Weideflächen in Wiesen umgewandelt, damit man Heu für die Winterfütterung der Tiere gewinnen konnte. Zum Ausgleich wurden die Sommerweideflächen erweitert. Dazu wurde das Gelände planiert. Um die bewirtschafteten Flächen mit landwirtschaftlichen Fahrzeugen erreichen zu können, wurden Zufahrtswege oder schmale Straßen gebaut, die in ihrem Verlauf auch heute noch unter der Grasnarbe zu sehen sind. Guter Mutterboden von anderen Baustellen wurde auf den Wiesen aufgetragen und der Mist des Viehs von Hand mit primitiven Mitteln auf den Flächen verteilt. Die positive Folge war, dass man zweimal im Jahr das Gras mähen konnte und Pferde, Rinder und Schweine halten konnte.

## Befreiung des Außenlagers
Die Befreiung des Konzentrationslagers Dachau gelang den US-Truppen am 29. April, der Krieg ging seinem Ende entgegen.
Am 26. April 1945 war Bayrischzell zur Lazarettstadt erklärt und zum Zeichen dafür an den Ortseingängen mit Schranken und Rot-Kreuz-Abzeichen versehen worden. Auch die Lazarettleitung im SS-Berghaus wollte keine Schwierigkeiten machen. Die amerikanischen Truppen erreichten am Nachmittag des 4. Mai 1945 Bayrischzell, respektierten die Übergabe der Gemeinde durch den Lazarettarzt Renner und umfuhren den Ort auf der Alpenstraße in Richtung Sudelfeld. Als die Panzer und Militärfahrzeuge die Passstraße hinauffuhren, sprengte im letzten Augenblick ein Zug einer Gebirgskompanie der Wehrmacht die oberste Brücke der Alpenstraße vor der Passhöhe. Daraufhin fühlten sich die Amerikaner nicht mehr an ihre Abmachung gebunden, und Bayrischzell wurde dennoch besetzt, Häuser wurden beschlagnahmt und Soldaten sowie die Militärverwaltung einquartiert. Noch in der Nacht wurde die Brücke von Pionieren der amerikanischen Armee notdürftig repariert, und am 5. Mai 1945 erreichten die Amerikaner das Sudelfeld.
Die österreichischen Zeugen Jehovas erhielten eine Bescheinigung der amerikanischen Militärverwaltung, dass ihnen unterwegs jeder behilflich sein müsse, um nach Hause zu gelangen. Sie verabschiedeten sich von den deutschen Kameraden, nahmen einen SS-Lastwagen und fuhren am 9. Mai 1945 in Richtung Salzburg. Kurz darauf konnten auch die restlichen Zeugen Jehovas das SS-Berghaus verlassen.

## Nachkriegsgeschichte des Berghauses und der Larcheralm
Bei Kriegsende und nach der Heimkehr der letzten noch verbliebenen Häftlinge übernahmen die Amerikaner das Berghaus bis 1947 oder 1948. Im Jahr 1948 ging es in die Verwaltung des Bayerischen Staatsministeriums der Finanzen über und ein Jahr später, 1949, fiel das Grundstück samt Gebäude an den Freistaat Bayern.
Der Freistaat Bayern überließ das Gebäude dem Bayerischen Jugendring, der dort anfangs Tagungen und Konferenzen abhielt und es dann der eigentlichen Zweckbestimmung zuführte, der Übernachtungsmöglichkeit für Jugendgruppen und Schulklassen. Das Haus mit 90 Betten wurde in großen Teilen in den Jahren 1967/68 und 1974 renoviert. Bis Ende der 1970er Jahre wurde der Betrieb unwirtschaftlich; darum wurde es vom Landesvorstand des Bayerischen Jugendrings an das Land Bayern zurückgegeben mit der Bitte, es weiterhin für die Jugendarbeit zu erhalten. Seit dieser Zeit führt der Landesverband Bayern des Deutschen Jugendherbergswerks das Haus als Jugendherberge weiter. Der äußere Baubestand und Teile der Inneneinrichtung stellen noch den Urzustand dar.
Das Gebiet der Larcheralm unterstand nach Kriegsende ebenfalls der Verwaltung des Bayerischen Staatsministeriums der Finanzen. Eine Frau aus Bayrischzell kümmerte sich um das auf der Alm verbliebene Vieh und pachtete das Gelände der Alm zum Jahr 1954. Zwischenzeitlich war im April 1951 die Übergabe des Geländes an das Bayerische Staatsministerium für Ernährung, Landwirtschaft und Forsten erfolgt, das nach Ablauf der Pacht die Alm an den Zuchtverband Miesbach für Versuche zur Almbewirtschaftung weiterverpachtete. Von da an verbuschten die Wiesen durch mangelnde Pflege immer mehr und verloren an Fruchtbarkeit. Einige Teile der Weideflächen gingen ganz durch Bewaldung verloren. Schon im April 1955 wurde die Alm jedoch von der Bayerischen Landesanstalt für Tierzucht übernommen, die dann 2003 in der Bayerischen Landesanstalt für Landwirtschaft aufging. Von deren Abteilung „Versuchsstationen“ in Poing/Grub wird bis heute das Almgebiet während des Sommers zur Beweidung durch Jungrinder genutzt. Die massiven, von den Häftlingen errichteten Bauten sind noch weitgehend erhalten.

## Erinnerung
An die Existenz des KZ-Außenlagers SS-Berghaus auf dem Sudelfeld und die Anwesenheit der Häftlinge erinnert eine Gedenktafel an dem heute als Jugendherberge genutzten Gebäude. Sie enthält auch einen Aufruf gegen das Vergessen und die Mahnung, Mut gegen Unrecht an den Tag zu legen.